# Nuculana gomphoidea
Nuculana gomphoidea är en musselart som först beskrevs av Dall 1916.  Nuculana gomphoidea ingår i släktet Nuculana och familjen tandmusslor. Inga underarter finns listade i Catalogue of Life.